# Linia kolejowa Crossen an der Elster – Porstendorf
Linia kolejowa Crossen an der Elster – Porstendorf – dawna lokalna linia kolejowa w kraju związkowym Turyngia, w Niemczech. Biegła z Crossen an der Elster do Porstendorf.